# Stenothemus bourgeoisi
Stenothemus bourgeoisi es una especie de coleóptero de la familia Cantharidae.

## Distribución geográfica
Habita en Nilgiri Hills (India).